# Западна черноивичеста аспида
Западните черноивичести аспиди (Neelaps calonotus) са вид влечуги от семейство Аспидови (Elapidae).
Срещат се в ограничена област в югозападната част на Австралия.
Таксонът е описан за пръв път от френския зоолог Андре Мари Констан Дюмерил през 1854 година.